# Alfredo Ramos
Alfredo Ramos de Oliveira (ur. 27 października 1924 w Jacareí, zm. 31 lipca 2012) – piłkarz brazylijski, występujący na pozycji środkowego obrońcy.

## Kariera klubowa
Karierę piłkarską Alfredo Ramos zaczął w klubie Santos FC w 1947 roku. W 1950 przeszedł do São Paulo FC. W klubie z São Paulo grał do 1957 roku i rozegrał 315 meczów. Podczas tego okresu dwukrotnie zdobył mistrzostwo Stanu São Paulo – Campeonato Paulista w 1953. Ostatnie dwa lata kariery 1957–1959, grał w Corinthians Paulista.

## Kariera reprezentacyjna
W reprezentacji Brazylii Alfredo Ramos zadebiutował 12 marca 1953 w meczu z reprezentacją Ekwadoru, podczas Copa América 1953, na których Brazylia zajęła drugie miejsce. W 1954 roku był członkiem kadry na Mistrzostwa Świata w Szwajcarii, na których Brazylia odpadła w ćwierćfinale z reprezentacją Węgier. Alfredo Ramos nie zagrał żadnym meczu. W 1955 wygrał z ekipą canarinhos Puchar O'Higgins pokonując reprezentację Chile. 10 lutego 1956 wystąpił w meczu z reprezentacją Urugwaju i był to jego ostatni mecz w reprezentacji. Łącznie zagrał w barwach canarinhos 10 meczów.

## Kariera trenerska
Po zakończeniu kariery piłkarskiej został trenerem i trenował m.in. w Corinthians Paulista w 1961 i São Paulo FC w 1972.